# Stereum
Stereum és un gènere de fongs russulals de la família de les estereàcies (Stereaceae). Fins fa poc, aquest gènere va estar classificat dins la família Corticiaceae, de l'ordre Corticiales. Stereum conté unes 100 espècies amb una àmplia distribució. És el gènere tipus de la família.

## Hàbitat
Les espècies de Stereum viuen en tota mena de fusta morta (inclosa la d'alzina), fusta dura o fulles mortes. De vegades es troben en fulles vives.

## Característiques
Les espècies de Stereum no tenen tubs. Són simplement petites membranes que apareixen sovint en la fusta morta. Per la part de sota dels fongs hi ha espores però cap estructura més, per exemple làmines. Com la majoria dels membres de la seva família, els Stereum no tenen fíbules i les espores són amiloides.
Les espècies es poden dividir en dos grups: les sagnants (aquelles que exsuden un líquid roig quan es tallen, de manera similar al gènere Lactarius) i les no sagnants (aquelles que no ho fan). Diversos autors fins i tot han format un gènere diferent per a les espècies sagnants, Haematostereum.

## Taxonomia
N'hi ha moltes; de bon tros la més comuna és Stereum hirsutum.
- Stereum complicatum
- Stereum gausapatum
- Stereum hirsutum
- Stereum insignitum -- pot ser considerat un sinònim de Stereum subtomentosum
- Stereum ostrea -- De vegades considerat només com una varietat de
- Stereum papyrinum -- Nom preferit: Lopharia papyrina[3]
- Stereum sanguinolentum
- Stereum subtomentosum
- Stereum taxodii -- Nom preferit: Laurilia taxodii[3]